# Tsunako
Tsunako（日语：つなこ，1986年1月28日—），日本岡山縣出生，插畫家，Idea Factory所屬遊戲開發者兼原畫家。2018年12月在自己的部落格上宣布因為要照顧家人的緣故而從Idea Factory離職，現已是自由插畫家。

## 主要作品

### 遊戲插畫
- 聖魔基因（PlayStation 2，2007年12月）
- 聖魔戰記 創世紀（部分角色設計）（Nintendo DS，2008年6月）
- 交錯刀鋒（部分角色設計）（PlayStation 3，2008年9月）
- 三重宇宙（角色插畫設計）（PlayStation 3，2009年10月）
- 戰機少女系列（角色插畫設計）
  - 超次元戰記 戰機少女（PlayStation 3，2010年8月）
  - 超次元戰記 戰機少女mk2（PlayStation 3，2011年8月）
  - 神次元戰記 戰機少女V（PlayStation 3，2012年8月）
  - 神次元偶像 海王星PP（PlayStation Vita，2013年6月）
  - 超次次元戰記 戰機少女重生1（PlayStation Vita，2013年10月）
  - 超次次元戰記 戰機少女重生2 妹妹世代（PlayStation Vita，2014年3月）
  - 超女神信仰 諾瓦露 激神聖黑之心（PlayStation Vita，2014年5月）
  - 超次元動作 戰機少女U（PlayStation Vita，2014年8月）
  - 神次次元戰記 戰機少女重生3 V世紀（PlayStation Vita，2014年12月）
  - 新次元戰記 戰機少女VII（PlayStation 4，2015年4月）
  - 激次元組合 布蘭+戰機少女VS殭屍軍團（PlayStation Vita，2015年10月）
  - 超次元大戰 戰機少女VS世嘉・主機娘 夢幻合體特別版（PlayStation Vita，2015年11月）
  - 四女神Online 網絡次元海王星（PlayStation 4，2017年2月）
- 約會大作戰系列（角色插畫設計）
  - 約會大作戰 烏托邦凜禰（PlayStation 3，2013年6月）
  - 約會大作戰 或守Install（PlayStation 3，2013年6月）
  - 約會大作戰 Twin Edition 轉世凜緒（PlayStation Vita，2015年7月）
  - 約會大作戰 轉世凜緒 High Definition（PlayStasion 4，2017年10月）
- 妖精劍士系列（角色插畫設計）
  - 妖精劍士F（PlayStation 3，2013年10月）
  - 妖精劍士F: 黑暗之力降临（PlayStation 4，2015年11月）
  - 妖精劍士 F Refrain Chord（PlayStation 5、Nintendo Switch、PlayStation 4，2022年9月15日）

### 小說插畫
- 約會大作戰（富士見Fantasia文庫，作者：橘公司，本傳2011年－2020年連載、短篇連載中，刊載33卷【本傳22卷、短篇集11卷】）
- 王者的求婚（富士見Fantasia文庫，作者：橘公司，2021年開始連載，連載中，刊載3卷）

### 畫集
- つなこ画集 -Conserves-（2016年2月）
- デート・ア・ライブ つなこ画集 SPIRIT（2017年3月）

## 外部連結
- （日語）Tsunako的個人網站 （页面存档备份，存于）
- （日語）Tsunako的X（前Twitter）

1. ↑  . つなまよざ. 2018-12-01  [2018-12-20].